# 六氟砷酸二硫代硝酰
六氟砷酸二硫代硝酰是一种无机化合物，化学式为[SN
2]AsF
6，它是S=N=S+离子的六氟砷酸盐，是NO2AsF6的类似物。它可以氯化硫代亚硝酰三聚体、六氟砷酸银和氯化亚锡为原料在二氧化硫中反应制得。它和氰化汞反应，可以得到二(1,3,2,4-二噻二唑鎓-5-基)汞二(六氟砷酸盐)。